# Multiestetica
Multiestetica és una companyia fundada el 2007 per José Luis Ferrer, de la companyia Grupo Intercom És un portal dedicat a la medicina i cirurgia estètica amb una plantilla de 60 treballadors, i 23.700 metges i centres inscrits. Amb presència a Espanya, Itàlia, França, Mèxic, Argentina, Xile i Colòmbia. En 2016 forma una nova societat denominada Your New Self, S.L. amb aportació inicial de capital de 148.500 euros.
Multiestetica va començar desenvolupant un directori mèdic especialitzat en cirurgia i medicina estètica, ara s'enfoca en la creació d'una comunitat centrat en l'ajuda i intercanvi d'experiències entre pacients. Aquesta comunitat compta amb un milió d'usuaris registrats al món.